# Minyanthura firingae
Minyanthura firingae là một loài chân đều trong họ Expanathuridae. Loài này được Müller miêu tả khoa học năm 1990.